# Joseph Sprenger
Joseph Sprenger (auch Josef Sprenger, * 13. Juni 1877 in Lütmarsen; † 29. Juli 1951 in Essen) war ein deutscher Politiker (Zentrum) und Mitglied des Preußischen Landtags.

## Leben
Nach dem Besuch der Volks- und Fortbildungsschule machte Sprenger eine Schreinerlehre und war anschließend in verschiedenen Städten als Schreiner tätig. Parallel dazu bildete er sich in verschiedenen Kursen sowie durch den Besuch der Fach- und Gewerbeschule in Berlin weiter. Seit 1903 war er Arbeitersekretär einer christlichen Gewerkschaft in Helmstedt, seit 1907 ebenfalls Arbeitersekretär des Bezirksverbandes der katholischen Arbeitervereine in Groß-Gelsenkirchen. Außerdem war Sprenger Vorsitzender des Kartells der Christlichen Gewerkschaften in Gelsenkirchen, seit 1908 dort auch Stadtverordneter und Vorsitzender der Zentrums-Fraktion im Stadtparlament. Von 1919 bis 1921 gehörte er der Preußischen Landesversammlung an und von 1921 bis 1928 war er Mitglied des Preußischen Landtags. In Gelsenkirchen hatte er seit 1919 das Amt eines besoldeten Beigeordneten der Stadtverwaltung inne, bevor er 1928 Bürgermeister in Gelsenkirchen wurde. Im April 1933 wurde er aufgrund des nationalsozialistischen Gesetzes zur Wiederherstellung des Berufsbeamtentums entlassen. Ihm standen damit auch keine Pensionsansprüche zu und die Gestapo überwachte ihn.